# Kyösti Hämäläinen
Kyösti Hämäläinen (Helsinki, 16 settembre 1945) è un ex pilota di rally finlandese.
Ha partecipato a 19 gare del Campionato del mondo di rally, vincendo nel 1977 il Rally dei 1000 laghi. Ha anche vinto 13 titoli del campionato finlandese di rally tra il 1973 e il 1986.

## Palmarès
- Rally dei 1000 laghi 1977
- Campionato finlandese di rally

## Risultati nel mondiale rally

### WRC
| 1973 | Scuderia | Vettura             |  |  |  |  |  |  |  |     |  |  |  |  |  |  |  |  | Punti | Pos. |
| ---- | -------- | ------------------- |  |  |  |  |  |  |  | --- |  |  |  |  |  |  |  |  | ----- | ---- |
| 1973 |          | Alfa Romeo 2000 GTV |  |  |  |  |  |  |  | Rit |  |  |  |  |  |  |  |  |       |      |

| 1974 | Scuderia | Vettura             |  |  |    |  |  |  |  |  |  |  |  |  |  |  |  |  | Punti | Pos. |
| ---- | -------- | ------------------- |  |  | -- |  |  |  |  |  |  |  |  |  |  |  |  |  | ----- | ---- |
| 1974 |          | Alfa Romeo 2000 GTV |  |  | 17 |  |  |  |  |  |  |  |  |  |  |  |  |  |       |      |

| 1975 | Scuderia | Vettura         |  |  |  |  |  |  |   |  |  |    |  |  |  |  |  |  | Punti | Pos. |
| ---- | -------- | --------------- |  |  |  |  |  |  | - |  |  | -- |  |  |  |  |  |  | ----- | ---- |
| 1975 |          | Sunbeam Avenger |  |  |  |  |  |  | 9 |  |  | 36 |  |  |  |  |  |  |       |      |

| 1976 | Scuderia            | Vettura                  |  |  |  |  |  |  |     |  |  |     |  |  |  |  |  |  | Punti | Pos. |
| ---- | ------------------- | ------------------------ |  |  |  |  |  |  | --- |  |  | --- |  |  |  |  |  |  | ----- | ---- |
| 1976 | Ford Motor Co. Ltd. | Ford Escort RS 2000 MKII |  |  |  |  |  |  | Rit |  |  | Rit |  |  |  |  |  |  |       |      |

| 1977 | Scuderia            | Vettura                                           |  |   |  |  |  |  |   |  |  |  |   |  |  |  |  |  | Punti | Pos. |
| ---- | ------------------- | ------------------------------------------------- |  | - |  |  |  |  | - |  |  |  | - |  |  |  |  |  | ----- | ---- |
| 1977 | Ford Motor Co. Ltd. | Ford Escort RS 2000 MKII Ford Escort RS 1800 MKII |  | 5 |  |  |  |  | 1 |  |  |  | 6 |  |  |  |  |  |       |      |

| 1978 | Scuderia            | Vettura                  |  |  |  |  |  |   |  |  |  |  |  |  |  |  |  |  | Punti | Pos. |
| ---- | ------------------- | ------------------------ |  |  |  |  |  | - |  |  |  |  |  |  |  |  |  |  | ----- | ---- |
| 1978 | Ford Motor Co. Ltd. | Ford Escort RS 1800 MKII |  |  |  |  |  | 8 |  |  |  |  |  |  |  |  |  |  |       |      |

| 1979 | Scuderia | Vettura             |  |  |  |  |  |  |    |  |  |  |  |  |  |  |  |  | Punti | Pos. |
| ---- | -------- | ------------------- |  |  |  |  |  |  | -- |  |  |  |  |  |  |  |  |  | ----- | ---- |
| 1979 |          | Mercedes-Benz 300 D |  |  |  |  |  |  | 31 |  |  |  |  |  |  |  |  |  | 0     |      |

| 1980 | Scuderia | Vettura        |  |  |  |  |  |  |    |  |  |  |  |  |  |  |  |  | Punti | Pos. |
| ---- | -------- | -------------- |  |  |  |  |  |  | -- |  |  |  |  |  |  |  |  |  | ----- | ---- |
| 1980 |          | Lada VAZ 21011 |  |  |  |  |  |  | 18 |  |  |  |  |  |  |  |  |  | 0     |      |

| 1981 | Scuderia                 | Vettura                                               |  |     |  |  |  |  |  |  |    |  |  |  |  |  |  |  | Punti | Pos. |
| ---- | ------------------------ | ----------------------------------------------------- |  | --- |  |  |  |  |  |  | -- |  |  |  |  |  |  |  | ----- | ---- |
| 1981 | VMJ Racing Team Ralliart | Ford Escort RS 1800 MKII Mitsubishi Lancer 2000 Turbo |  | Rit |  |  |  |  |  |  | 11 |  |  |  |  |  |  |  | 0     |      |

| 1982 | Scuderia | Vettura                  |  |  |  |  |  |  |  |  |     |  |  |  |  |  |  |  | Punti | Pos. |
| ---- | -------- | ------------------------ |  |  |  |  |  |  |  |  | --- |  |  |  |  |  |  |  | ----- | ---- |
| 1982 |          | Ford Escort RS 1800 MKII |  |  |  |  |  |  |  |  | Rit |  |  |  |  |  |  |  | 0     |      |

| 1985 | Scuderia     | Vettura              |  |  |  |  |  |  |  |  |    |  |  |  |  |  |  |  | Punti | Pos. |
| ---- | ------------ | -------------------- |  |  |  |  |  |  |  |  | -- |  |  |  |  |  |  |  | ----- | ---- |
| 1985 | Ford Finland | Ford Escort RS Turbo |  |  |  |  |  |  |  |  | 28 |  |  |  |  |  |  |  | 0     |      |

| 1986 | Scuderia | Vettura            |  |  |  |  |  |  |  |  |     |  |  |  |  |  |  |  | Punti | Pos. |
| ---- | -------- | ------------------ |  |  |  |  |  |  |  |  | --- |  |  |  |  |  |  |  | ----- | ---- |
| 1986 |          | Ford Sierra XR 4x4 |  |  |  |  |  |  |  |  | Rit |  |  |  |  |  |  |  | 0     |      |

| 1987 | Scuderia | Vettura                 |  |  |  |  |  |  |  |  |  |     |  |  |  |  |  |  | Punti | Pos. |
| ---- | -------- | ----------------------- |  |  |  |  |  |  |  |  |  | --- |  |  |  |  |  |  | ----- | ---- |
| 1987 |          | Ford Sierra RS Cosworth |  |  |  |  |  |  |  |  |  | Rit |  |  |  |  |  |  | 0     |      |

| 1988 | Scuderia | Vettura                 |  |  |  |  |  |  |  |  |  |    |  |  |  |  |  |  | Punti | Pos. |
| ---- | -------- | ----------------------- |  |  |  |  |  |  |  |  |  | -- |  |  |  |  |  |  | ----- | ---- |
| 1988 |          | Ford Sierra RS Cosworth |  |  |  |  |  |  |  |  |  | 15 |  |  |  |  |  |  | 0     |      |

| Legenda | 1º posto | 2º posto | 3º posto | A punti | Senza punti | Ritirato | Squalificato | NP=Non partito C=Gara cancellata | Apice=Power stage |

### Gruppo N
| 1988 | Scuderia | Vettura                 |  |  |  |  |  |  |  |  |  |   |  |  |  |  |  |  | Punti | Pos. |
| ---- | -------- | ----------------------- |  |  |  |  |  |  |  |  |  | - |  |  |  |  |  |  | ----- | ---- |
| 1988 |          | Ford Sierra RS Cosworth |  |  |  |  |  |  |  |  |  | 2 |  |  |  |  |  |  |       |      |

| Legenda | 1º posto | 2º posto | 3º posto | A punti | Senza punti | Ritirato | Squalificato | NP=Non partito C=Gara cancellata | Apice=Power stage |